# Плужненський НВК «Загальноосвітня школа І-ІІІ ст., гімназія»
Плужненський НВК «Загальноосвітня школа І-ІІІ ст., гімназія»  — навчально-виховний комплекс у селі Плужному, Шепетівського району (до 2020 року Ізяславський район), Хмельницької області, Україна. Носить ім'я Героя Радянського Союзу Романа Бортника.

## Загальні відомості

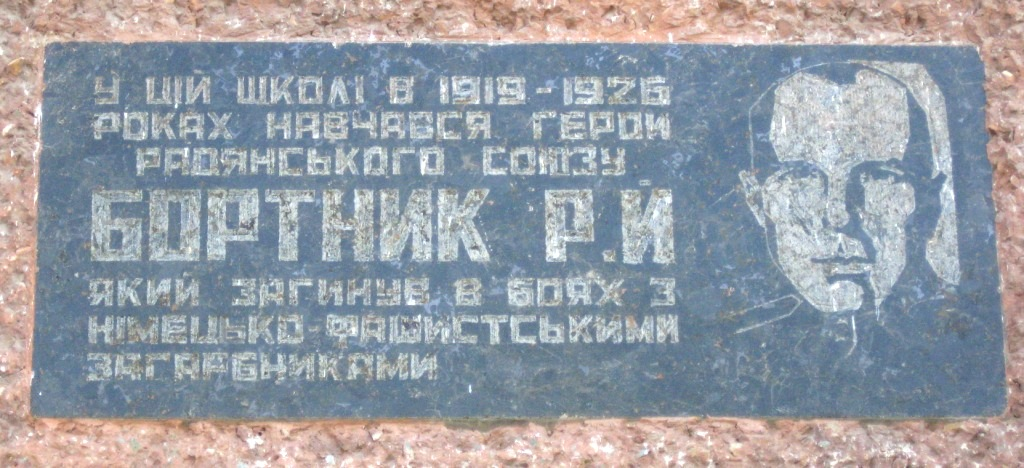
Меморіальна дошка на фасаді школи

Плужненський навчально-виховний комплекс розрахований на 500 місць. Навчається — 350 учнів (2010). Навчальний процес забезпечує 33 вчителі.

Засновник Плужненського НВК — Ізяславська районна рада народних депутатів. Творче кредо закладу: 
|  | Розвиток і формування соціально зрілої, високо інтелектуальної, духовно багатої, творчо активної особистості. |

До інфраструктури школи належить: двоповерховий навчальний корпус, спортивний зал, їдальня, майстерня, гуртожиток, стадіон, сільськогосподарська ділянка.

## Історія
Свого часу у школі навчалися уродженці Плужного Роман Бортник (1919—1926) та Дмитро Тимощук (1927—1937), які за мужність і героїзм, проявлені на фронтах Радянсько-Німецької війни, удостоєні звання Героя Радянського Союзу.
Після війни школа розташовувалась у кількох приміщеннях старої будівлі контори колгоспу «Дружба», та в одноповерховому приміщенні на чотири класи, яке розташовувалось на прилеглій території сучасної школи, навпроти центрального в'їзду до колгоспу «Дружба». Воно деякий час функціонувало і після побудови нового навчального корпусу школи.
Сучасне приміщення навчального корпусу школи було побудовано у 1954 році. У 80-ті роки до правого крила, з тильної сторони, було добудовано новий двох поверховий корпус. З вересня 2001 року розпочала навчальний процес школа-гімназія. Щороку восени гімназійна сім'я поповнюється новими гімназистами. 2016 року гімназистами стали 27 учнів п'ятого класу.
У школі було збудовано і 11 листопада 2016 року відкрито сучасний спортивний зал для заняття учнів на уроках фізкультури та проведення спортивних змагань.
20 квітня 2017 року, на фасаді школи під меморіальною дошкою Героя Радянського Союзу Романа Бортника, відбулося урочисте відкриття меморіальної дошки в пам'ять про Ігоря Хом'яка — випускника школи 1992 року, прапорщика 11 окремого мотопіхотного батальйону «Київська Русь» 59 окремої мотопіхотної бригади, який загинув 19 червня 2016 року в районі міста Попасна Луганської області, захищаючи державу від російської збройної агресії проти України

## Структура НВК
Комплекс складається:
- Початкова школа — 1-4 класи.
- Гімназія. Комплектування гімназійних класів розпочинається з 5-го класу (1-й клас гімназії) і здійснюється на конкурсній основі після закінчення початкової школи шляхом психолого-педагогічних текстів, виконання контрольних завдань. В склад комісії по прийому учнів входять викладачі НВК, психолог, представники методичної Ради гімназії, представники районного відділу освіти, громадських організацій.
- Загальноосвітня школа — 5-11 класи. Учні, які не пройшли по конкурсу до гімназії, можуть переходити до інших шкіл або залишитися для навчання в загальноосвітніх класах, що функціонують наряду з гімназією. Кількість учнів у НВК встановлюється один раз на початок навчального року і затверджується наказом директора.